# Ranville-Breuillaud
Ne doit pas être confondu avec Ranville.
Ranville-Breuillaud est une commune du Sud-Ouest de la France située dans le département de la Charente, en région Nouvelle-Aquitaine.
Ses habitants sont les Ranvillois et les Ranvilloises.

## Géographie

### Localisation et accès
Ranville-Breuillaud est une commune du Nord-Ouest du département de la Charente, limitrophe de la Charente-Maritime, située 10 km à l'ouest d'Aigre et 35 km au nord-ouest d'Angoulême. Elle est une des plus petites en surface du canton d'Aigre.
Le bourg est aussi à 15 km au nord de Rouillac, 16 km à l'est de Matha, 28 km au nord-est de Cognac, 31 km de Saint-Jean-d'Angély, et 62 km de Confolens, sa sous-préfecture depuis 2008.
À l'écart des grandes routes, la commune est au nord de la D 739, entre Aigre et Matha, qui passe à 2,5 km du bourg. La D 183 et la D 66 desservent la commune et le bourg.

### Hameaux et lieux-dits
Les villages sont Ranville et Breuillaud et les hameaux Orfeuille à l'ouest, Lucheville, en limite avec Barbezières, Chez Negret, etc..

### Communes limitrophes
| Fontaine-Chalendray (Charente-Maritime) | Chives (Charente-Maritime)  |             |
| Bazauges (Charente-Maritime)            | Ranville-Breuillaud         | Barbezières |
| Beauvais-sur-Matha (Charente-Maritime)  | Bresdon (Charente-Maritime) | Verdille    |

### Géologie et relief
Géologiquement, la commune est dans le calcaire du Jurassique du Bassin aquitain, comme toute la moitié nord du département de la Charente. Le Kimméridgien occupe plus particulièrement la surface communale,,.
Le relief de la commune est celui d'une plaine à l'est et de bas plateaux à l'ouest. Le point culminant est à une altitude de 144 m, situé à Breuillaud. Le point le plus bas est à 84 m, situé sur la limite orientale au sud de la Brousse. Le bourg de Ranville est à 110 m d'altitude.

### Hydrographie

#### Réseau hydrographique

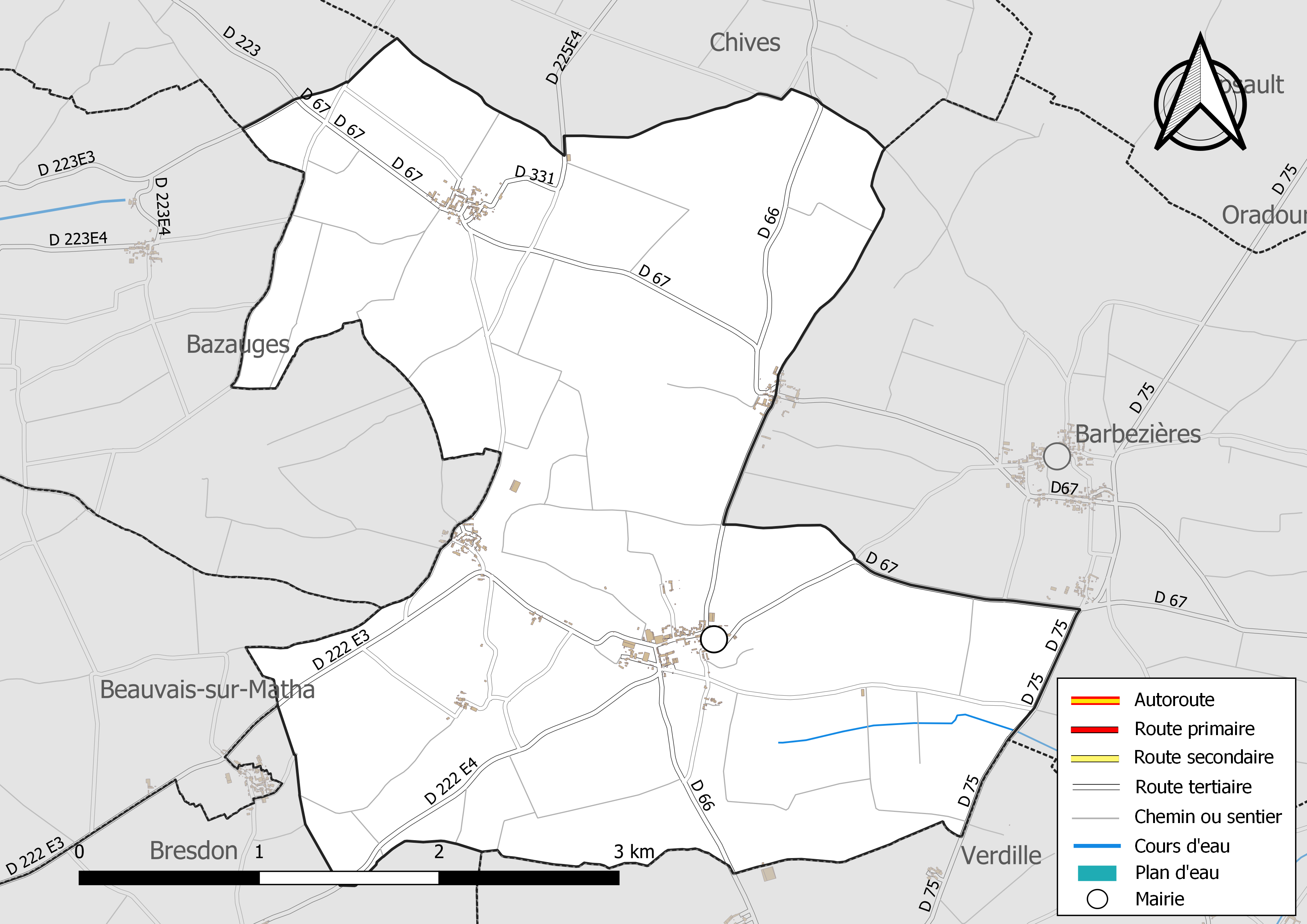
Réseaux hydrographique et routier de Ranville-Breuillaud.

La commune est située dans le bassin versant de la Charente au sein du Bassin Adour-Garonne. Elle est drainée par des petits cours d'eau, qui constituent un réseau hydrographique de 1 km de longueur totale,.
Une petite partie ouest est sur le bassin versat de l'Antenne, tandis que la grande partie orientale est sur celui de l'Aume.
Aucun cours d'eau ne traverse la commune.

#### Gestion des eaux
Le territoire communal est couvert par le schéma d'aménagement et de gestion des eaux (SAGE) « Charente ». Ce document de planification, dont le territoire correspond au bassin de la Charente, d'une superficie de 9 300 km2, a été approuvé le 19 novembre 2019. La structure porteuse de l'élaboration et de la mise en œuvre est l'établissement public territorial de bassin Charente. Il définit sur son territoire les objectifs généraux d’utilisation, de mise en valeur et de protection quantitative et qualitative des ressources en eau superficielle et souterraine, en respect des objectifs de qualité définis dans le troisième SDAGE  du Bassin Adour-Garonne qui couvre la période 2022-2027, approuvé le 10 mars 2022.

### Climat
Comme dans les trois quarts sud et ouest du département, le climat est océanique aquitain.

## Urbanisme

### Typologie
Au 1er janvier 2024, Ranville-Breuillaud est catégorisée commune rurale à habitat très dispersé, selon la nouvelle grille communale de densité à 7 niveaux définie par l'Insee en 2022.
Elle est située hors unité urbaine et hors attraction des villes,.

### Occupation des sols
L'occupation des sols de la commune, telle qu'elle ressort de la base de données européenne d’occupation biophysique des sols Corine Land Cover (CLC), est marquée par l'importance des territoires agricoles (98,9 % en 2018), une proportion identique à celle de 1990 (98,9 %). La répartition détaillée en 2018 est la suivante : 
terres arables (88,3 %), zones agricoles hétérogènes (10,6 %), forêts (1,1 %). L'évolution de l’occupation des sols de la commune et de ses infrastructures peut être observée sur les différentes représentations cartographiques du territoire : la carte de Cassini (XVIIIe siècle), la carte d'état-major (1820-1866) et les cartes ou photos aériennes de l'IGN pour la période actuelle (1950 à aujourd'hui).

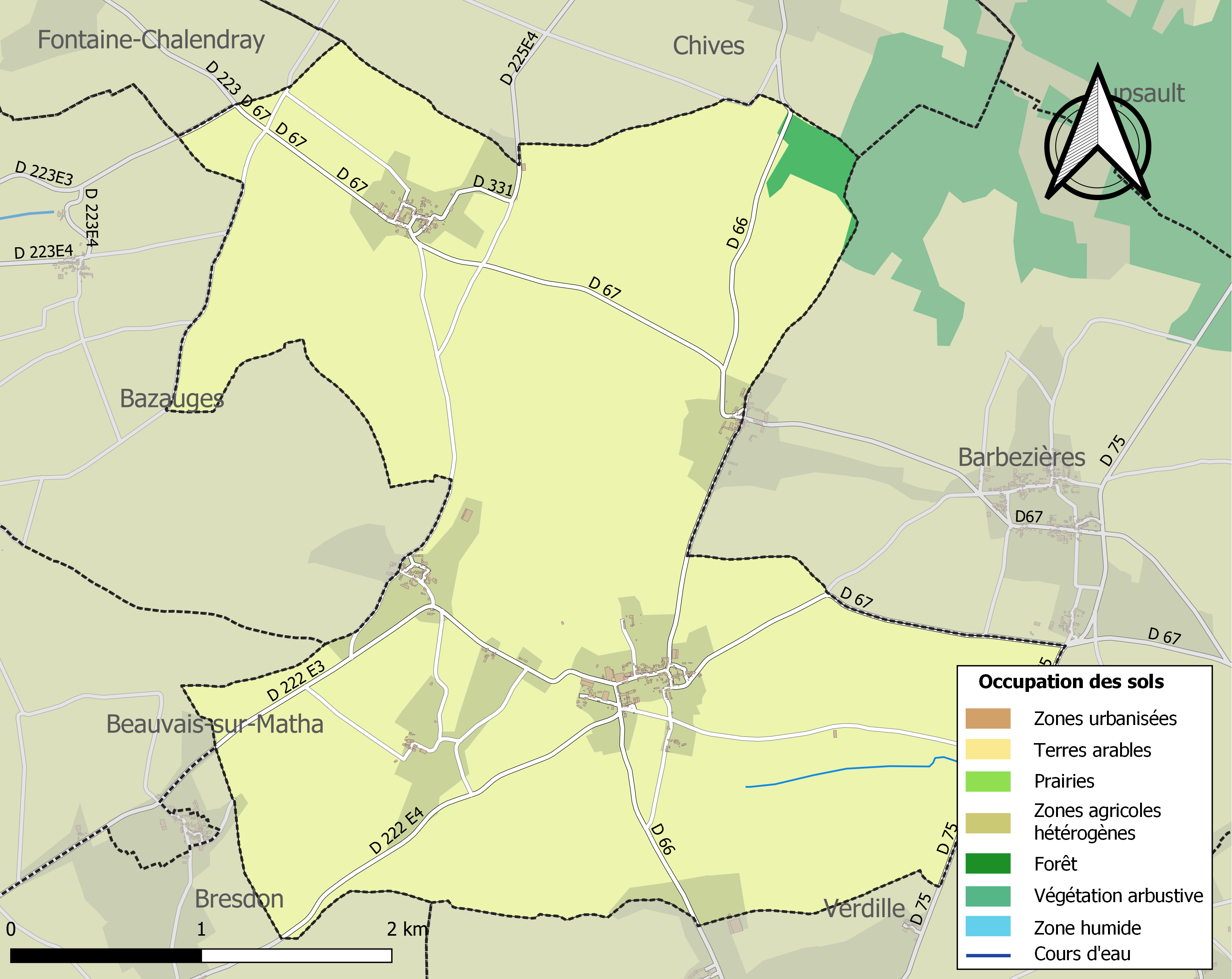
Carte des infrastructures et de l'occupation des sols de la commune en 2018 (CLC).

### Risques majeurs
Le territoire de la commune de Ranville-Breuillaud est vulnérable à différents aléas naturels : météorologiques (tempête, orage, neige, grand froid, canicule ou sécheresse) et séisme (sismicité modérée). Un site publié par le BRGM permet d'évaluer simplement et rapidement les risques d'un bien localisé soit par son adresse soit par le numéro de sa parcelle.

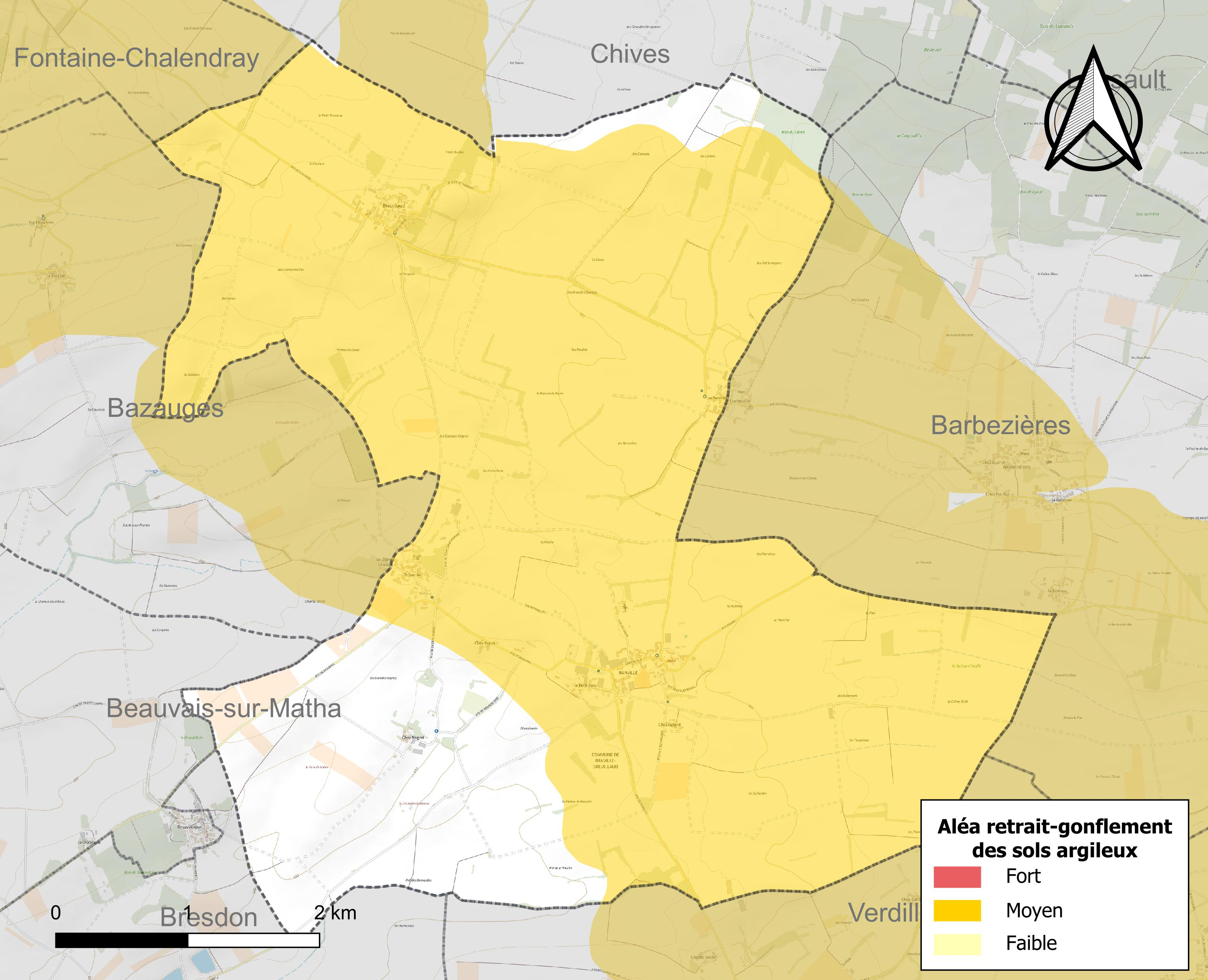
Carte des zones d'aléa retrait-gonflement des sols argileux de Ranville-Breuillaud.

Le retrait-gonflement des sols argileux est susceptible d'engendrer des dommages importants aux bâtiments en cas d’alternance de périodes de sécheresse et de pluie. 80,1 % de la superficie communale est en aléa moyen ou fort (67,4 % au niveau départemental et 48,5 % au niveau national). Sur les 122 bâtiments dénombrés sur la commune en 2019, 115 sont en aléa moyen ou fort, soit 94 %, à comparer aux 81 % au niveau départemental et 54 % au niveau national. Une cartographie de l'exposition du territoire national au retrait gonflement des sols argileux est disponible sur le site du BRGM,.
Par ailleurs, afin de mieux appréhender le risque d’affaissement de terrain, l'inventaire national des cavités souterraines permet de localiser celles situées sur la commune.
La commune a été reconnue en état de catastrophe naturelle au titre des dommages causés par les inondations et coulées de boue survenues en 1982 et 1999. Concernant les mouvements de terrains, la commune a été reconnue en état de catastrophe naturelle au titre des dommages causés par des mouvements de terrain en 1999.

## Toponymie

### Ranville
Les formes anciennes de Ranville sont Aranvilla en 1254, Airanvilla [Quand ?], Ranvilla en 1302, Ramevilla, Romvilla ; celle de Breuillaud est Brolhau (non datée).
Ranville est une formation toponymique médiévale en -ville au sens ancien de « domaine rural ». Pour Albert Dauzat, le premier élément est un nom de personne d'origine germanique Rado, ce qui correspondrait à Radone villa, « domaine de Rado ». L'évolution phonétique Rado- > Ran- ne va pas forcément de soi et est, en tout cas, indémontrable par les formes anciennes, c'est pourquoi Ernest Nègre suggère d'y voir l'anthroponyme germanique Aran, cité par Marie-Thérèse Morlet. L'aphérèse du [a] initial s'explique par la préposition à, dans « à Aranville » pris pour une redondance. L'homographie avec Ranville (Calvados, Ranvilla 1066) est fortuite.
Les noms en -ville en Charente, plus fréquents entre Barbezieux et Châteauneuf, seraient liés à la distribution de terres à des colons francs après le VIe siècle en Aquitaine, comme au sud-est de Toulouse.

### Breuillaud
Breuillaud est une mauvaise graphie pour Breuillot, diminutif de l'ancien français Breuil ou ancien occitan Brolh issu du gaulois brogilos qui signifie « bois »,. Le suffixe diminutif -ot a été altéré graphiquement d'après le suffixe français péjoratif -aud (cf. nigaud, etc.) issu des anthroponymes germaniques en -wald > -ald.
La paroisse de Breuillaud, créée commune en 1793, s'est appelée Le Breuillaud en 1801, avant d'être fusionnée à la commune de Ranville en 1845.

### Microtoponymes
Le nom du hameau d'Orfeuille est attesté sous la forme occitane Orfolha en 1274. Il s'agit d'un hybride gallo-latin *are-fodicula, basé sur fodiculare « creuser ». En effet, le type toponymique initial était *Arfolha (cf. Arfeuilles, Arpheuilles , etc.), altéré d'après latin aurum « or ». La plupart de ces localités sont voisines de souterrains ou de cavités.

## Histoire
Il a existé un camp antique à Orfeuille à l'emplacement où ont été construits la maison noble puis le château. Sous l'Ancien Régime, ce fief a changé plusieurs fois de propriétaires, dont Foucaud de Saint-Martin, écuyer, au XVIIe siècle.
Jean Babin est le plus ancien seigneur de Ranville connu, vers la fin du XVIIe siècle, également propriétaire d'une partie du fief de Barbezières. Ranville dépendait de la haute justice de Marcillac.
Cette famille Babin était comme la famille Briand des gens de loi de la principauté de Marcillac. Elle avait acquis la noblesse en 1697. Jacques Babin, juge assesseur de la principauté, en fut le premier bénéficiaire. Son fils prit le titre de seigneur de Ranville et vint s'installer au logis, comme ses descendants.
En 1755, Pierre Babinet, écuyer, seigneur d'Auge, est devenu seigneur de Ranville par mariage,.

## Administration
| Période                                  | Période  | Identité     | Étiquette | Qualité                 |
| ---------------------------------------- | -------- | ------------ | --------- | ----------------------- |
| Les données manquantes sont à compléter. |          |              |           |                         |
| 2001                                     | 2014     | Didier Viaud | SE        | Agriculteur viticulteur |
| 2014                                     | En cours | Alain Brouté |           |                         |

### Fiscalité
La fiscalité est d'un taux de 21,65 % sur le bâti, 43,52 % sur le non bâti, 12,50 % pour la taxe d'habitation  et 7,97 % de taxe professionnelle(chiffres 2007).
La communauté de communes  prélève 2,61 % sur le bâti, 6,06 % sur le non bâti, 1,09 % pour la taxe d'habitation  et 1,45 % de taxe professionnelle.

## Démographie

### Évolution démographique
L'évolution du nombre d'habitants est connue à travers les recensements de la population effectués dans la commune depuis 1793. Pour les communes de moins de 10 000 habitants, une enquête de recensement portant sur toute la population est réalisée tous les cinq ans, les populations de référence des années intermédiaires étant quant à elles estimées par interpolation ou extrapolation. Pour la commune, le premier recensement exhaustif entrant dans le cadre du nouveau dispositif a été réalisé en 2007.

En 2022, la commune comptait 164 habitants, en évolution de −9,39 % par rapport à 2016 (Charente : −0,48 %, France hors Mayotte : +2,11 %).
| 1793 | 1800 | 1806 | 1821 | 1831 | 1841 | 1846 | 1851 | 1856 |
| ---- | ---- | ---- | ---- | ---- | ---- | ---- | ---- | ---- |
| 430  | 397  | 404  | 453  | 453  | 638  | 607  | 636  | 654  |

| 1861 | 1866 | 1872 | 1876 | 1881 | 1886 | 1891 | 1896 | 1901 |
| ---- | ---- | ---- | ---- | ---- | ---- | ---- | ---- | ---- |
| 642  | 631  | 551  | 569  | 487  | 496  | 506  | 457  | 400  |

| 1906 | 1911 | 1921 | 1926 | 1931 | 1936 | 1946 | 1954 | 1962 |
| ---- | ---- | ---- | ---- | ---- | ---- | ---- | ---- | ---- |
| 410  | 444  | 398  | 378  | 390  | 361  | 327  | 298  | 243  |

| 1968 | 1975 | 1982 | 1990 | 1999 | 2006 | 2007 | 2012 | 2017 |
| ---- | ---- | ---- | ---- | ---- | ---- | ---- | ---- | ---- |
| 240  | 211  | 193  | 180  | 178  | 180  | 180  | 184  | 176  |

| 2022 | - | - | - | - | - | - | - | - |
| ---- | - | - | - | - | - | - | - | - |
| 164  | - | - | - | - | - | - | - | - |

### Pyramide des âges
La population de la commune est relativement âgée.
En 2018, le taux de personnes d'un âge inférieur à 30 ans s'élève à 22,2 %, soit en dessous de la moyenne départementale (30,2 %). À l'inverse, le taux de personnes d'âge supérieur à 60 ans est de 38,1 % la même année, alors qu'il est de 32,3 % au niveau départemental.
En 2018, la commune comptait 87 hommes pour 88 femmes, soit un taux de 50,29 % de femmes, légèrement inférieur au taux départemental (51,59 %).
Les pyramides des âges de la commune et du département s'établissent comme suit.
| Hommes | Classe d’âge | Femmes |
| ------ | ------------ | ------ |
| 0,0    | 90 ou +      | 0,0    |
| 16,1   | 75-89 ans    | 20,2   |
| 21,8   | 60-74 ans    | 18,0   |
| 20,7   | 45-59 ans    | 28,1   |
| 14,9   | 30-44 ans    | 15,7   |
| 11,5   | 15-29 ans    | 4,5    |
| 14,9   | 0-14 ans     | 13,5   |

| Hommes | Classe d’âge | Femmes |
| ------ | ------------ | ------ |
| 1      | 90 ou +      | 2,7    |
| 9,2    | 75-89 ans    | 12     |
| 20,6   | 60-74 ans    | 21,3   |
| 20,7   | 45-59 ans    | 20,3   |
| 16,8   | 30-44 ans    | 16     |
| 15,6   | 15-29 ans    | 13,4   |
| 16,1   | 0-14 ans     | 14,3   |

### Remarque
Ranville absorbe le Breuillaud (199 habitants en 1831) en 1845.

## Économie

### Agriculture
L'agriculture est principalement céréalière. La viticulture occupe une partie de l'activité agricole. La commune est classée dans les Fins Bois, dans la zone d'appellation d'origine contrôlée du cognac.

## Équipements, services et vie locale

### Enseignement
L'école est un RPI entre Ranville-Breuillaud et Verdille. Ranville-Breuillaud et Verdille ont chacune une partie de l'école élémentaire, avec une classe unique. Le secteur du collège est Aigre.

## Lieux et monuments

### Patrimoine religieux
L'église paroissiale Notre-Dame de Ranville date du XVe siècle. Elle est à un vaisseau et présente des décors de sculpture avec la représentation d'un blason.

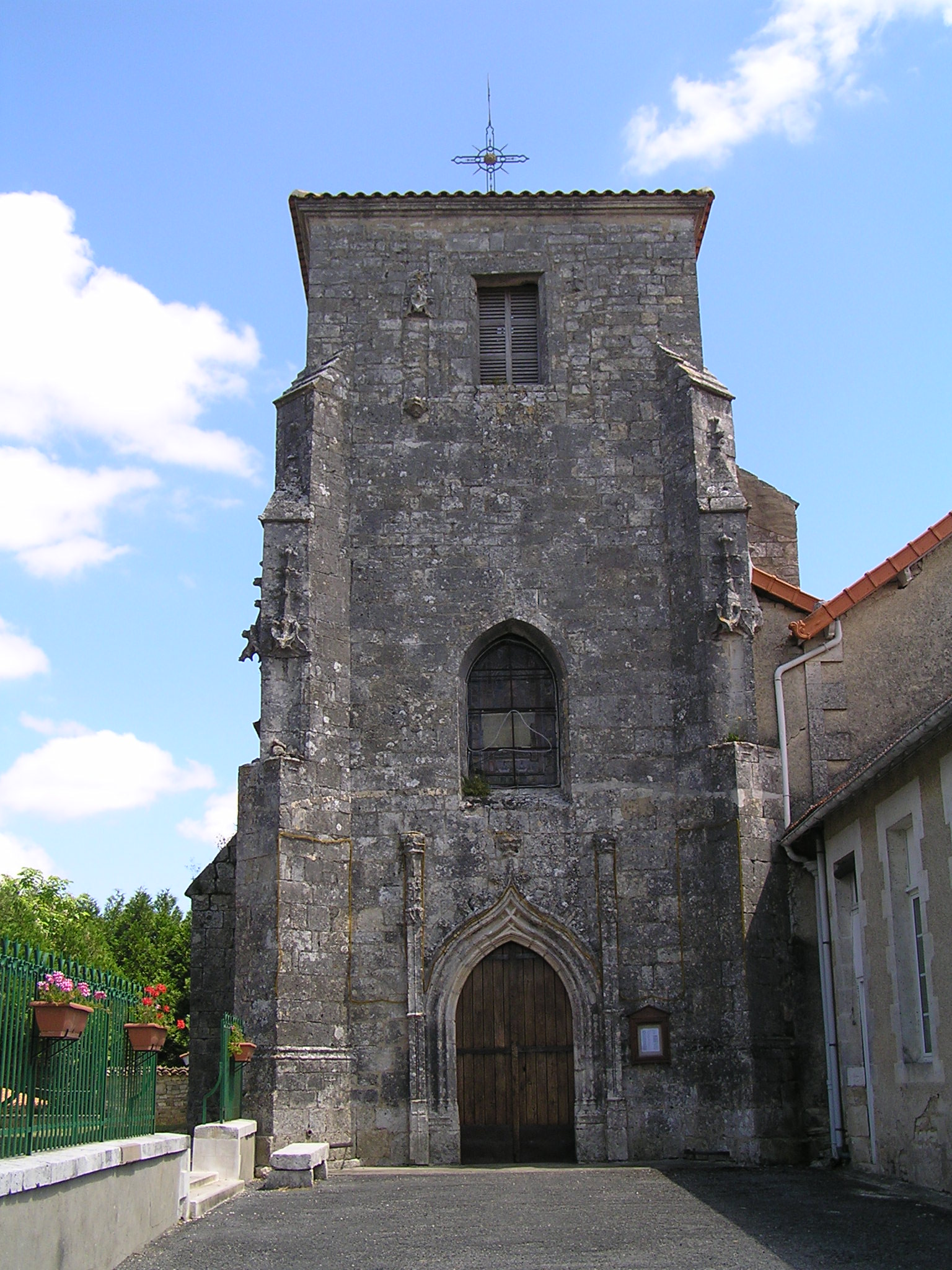
L'église Notre-Dame.
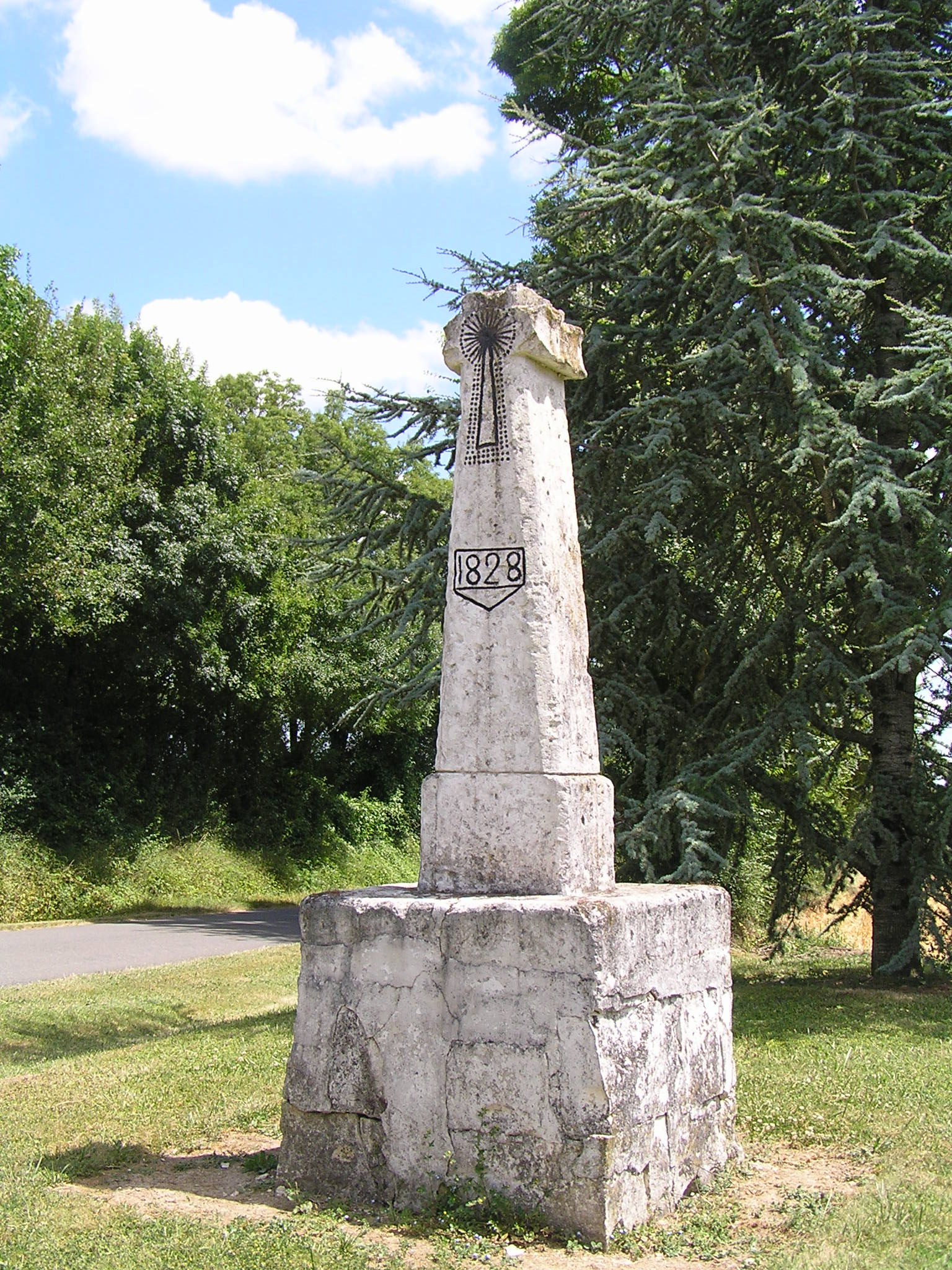
Croix monumentale de 1828, à Breuillaud[39].

### Patrimoine civil
Le logis de Ranville serait du XVIIIe siècle, construit sur des fondations plus anciennes et une dépendance est datée de 1777. Il est formé d'un corps de logis à un étage couvert de tuiles encadré de pavillons rectangulaires coiffés d'un haut toit d'ardoises. L'avant-cour est entourée de murs aux angles marqués l'un d'un pigeonnier, l'autre d'une tourelle ronde de mêmes dimensions,.
Le château d'Orfeuille a été ajouté au XIXe siècle à une maison noble du XVIIIe siècle qui possédait enclos, jardin et pigeonnier.

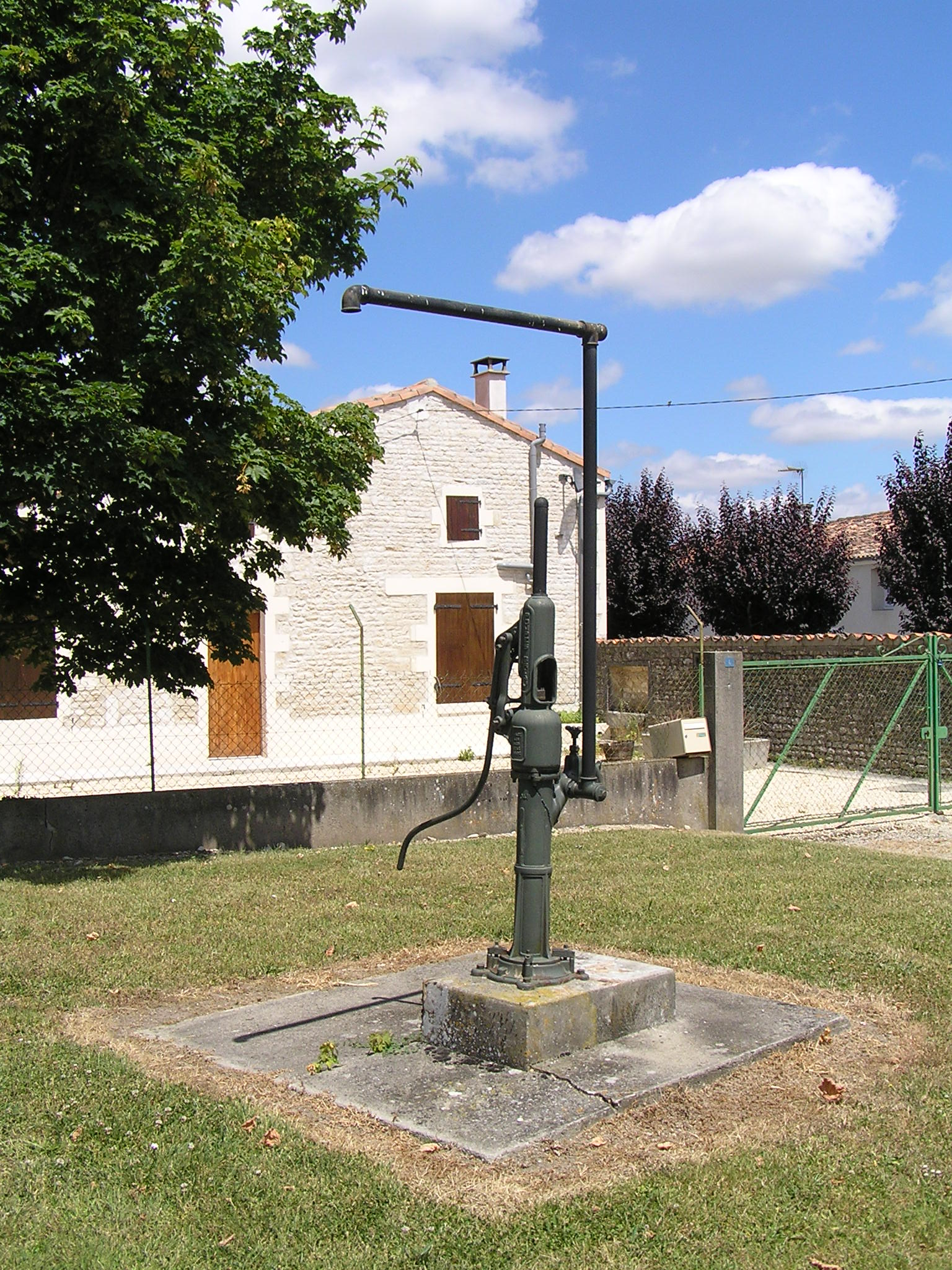
Pompe sur puits.
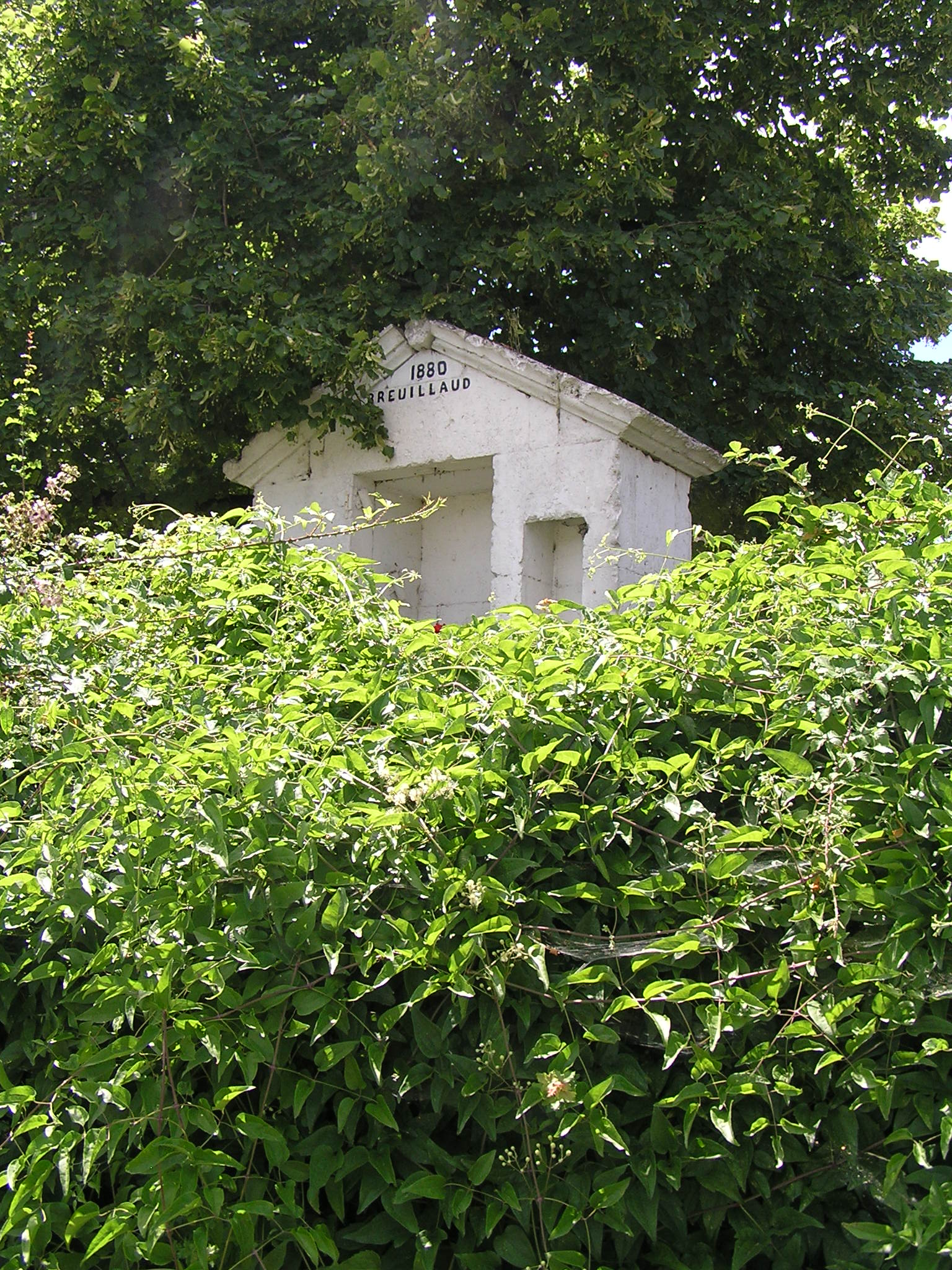
Monument à Breuillaud daté 1880.